# Peter Thompson (Fußballspieler, 1942)
Peter Thompson (* 27. November 1942 in Carlisle; † 31. Dezember 2018) war ein englischer Fußballspieler. Als linker Flügelspieler war er beim FC Liverpool in den 1960er-Jahren eine feste Größe. Mit Liverpool gewann er 1964 und 1966 die Meisterschaft und 1965 den englischen Pokal.

## Karriere

### Vereine
Thompson war bereits im Schüleralter eines der größten Talente im englischen Fußball, um das sich zahlreiche prominente Klubs bemühten. Er stand als 17-Jähriger regelmäßig bei dem Erstligisten Preston North End in der Stammformation, wobei er am 30. August 1960 gegen den FC Arsenal (2:0) debütierte – im Anschluss an den Rücktritt des berühmten Tom Finney. Zwar stieg Thompson mit Preston nach seiner ersten Saison in die zweite Liga ab, aber spätestens mit seinem Auftritt im FA Cup gegen den FC Liverpool machte er nachdrücklich auch im Seniorenbereich auf sich aufmerksam. Dabei entschied er im Februar 1962 die Begegnung im zweiten Wiederholungsspiel mit seinem 1:0-Treffer (nach zuvor zwei torlosen Remis). Als linker Flügelspieler mit einem starken rechten Fuß, der sich gleichsam durch Schnelligkeit, eine gute Technik und Stärken bei Flanken auszeichnete, war er nun auf dem Zettel von Liverpools Trainer Bill Shankly. Gut ein Jahr später wechselte Thompson im August 1963 dann für eine Ablösesumme von 37.000 Pfund zu den „Reds“.
Der Neuzugang benötigte keine Eingewöhnungszeit und fortan war er eine Konstante im Spiel des FC Liverpool auf dem linken Flügel, wie auch Ian Callaghan als sein Pendant auf der rechten Seite. In der Meistersaison 1963/64 verpasste er keins der 42 Spiele und steuerte sechs Tore bei. Zwei Jahre später gewann er seinen zweiten englischen Ligatitel und seine Sammlung wurde 1965 durch den Gewinn des FA Cups komplettiert. Obwohl danach die Trophäen ausblieben, entwickelte sich Thompson lange zum Dauerbrenner und in gut siebeneinhalb Jahren verpasste er – durch Verletzungen verschont – nur zwölf Ligaspiele. Im Dezember 1970 verletzte sich erstmals derart ernsthaft, dass er bis März 1971 pausieren musste. Rechtzeitig zum Endspiel im englischen Pokal 1971 kehrte er danach zurück. Dabei wurde er gegen Arsenal für Alun Evans in der zweiten Halbzeit eingewechselt und kurz nach Beginn der Verlängerung bereitete er den Führungstreffer von Steve Heighway vor – die Partie ging jedoch noch mit 1:2 verloren. Er absolvierte noch einmal die ersten sieben Ligapartien der Saison 1971/72, aber schwere Knieprobleme sorgten dafür, dass er zunächst nur noch sporadisch in der ersten Mannschaft und später ausschließlich im Reserveteam zum Einsatz kam. Obwohl erst 30 Jahre alt, schien seine Laufbahn dem Ende entgegenzugehen, bevor sich ihm mit seinem Wechsel im Dezember 1973 zu dem von Jimmy Armfield trainierten Zweitligisten Bolton Wanderers für 18.000 Pfund eine neue sportliche Perspektive bot.
Das Debüt endete im heimischen Burnden Park mit einem 1:0-Erfolg gegen den Tabellenführer aus Sunderland. Schnell überzeugte Thompson in Bolton von seinen Qualitäten und nach kurzer Zeit „auf Probe“ unterzeichnete der Neuling einen dauerhaften Vertrag. Gut zweieinhalb Jahre lang behielt Thompson den Stammplatz in der Mannschaft, die sich aufmachte, den Weg in die Erstklassigkeit zu finden. Als der Aufstieg dann in der Saison 1977/78 bewerkstelligt wurde, hatte Thompson mit drei Ligaeinsätzen zwar nur noch einen geringen Anteil, aber im April 1978 wurde sein Stellenwert deutlich, als er in Bolton mit einem Benefizspiel gegen ein kombiniertes Team von Everton- und Liverpool-Akteuren geehrt wurde.
Nach seinem Rücktritt 1978 zog er sich aus dem Fußballgeschäft weitestgehend zurück und betrieb unter anderem ein Hotel im Lake District.

### Nationalmannschaft
Obwohl es im englischen Fußball der 1960er-Jahre nur wenige Flügelspieler gab, die über Thompsons Qualitäten verfügten, verlief dessen Nationalmannschaftskarriere unglücklich. Zwar kam er in seiner ersten Liverpool-Saison 1963/64 neben vier Einsätzen in der U-23-Auswahl auch am 17. Mai 1964 in Lissabon zum ersten A-Länderspiel gegen Portugal (4:3), aber fortan fiel er den taktischen Vorgaben von Trainer Alf Ramsey zum Opfer. Ramsey war bekannt dafür, Flügelspieler nicht zu bevorzugen. So kam es dazu, dass er weder für die Heim-WM 1966, bei der die „Three Lions“ den Titel gewannen, noch vier Jahre später in Mexiko nominiert wurde – obwohl er jeweils im provisorischen 28-Mann-Kader gestanden hatte. So blieb die Ausbeute von 16 A-Länderspielen in knapp sechs Jahren bis 1970 verhältnismäßig mager.

## Titel/Auszeichnungen
- Englische Meisterschaft (2): 1964, 1966
- Englischer Pokal (1): 1965
- Charity Shield (2): 1964 (geteilt), 1966
- PFA Team of the Year (1): 1975/76 (2. Liga)